# Polycaon fils de Boutès
Pour les articles homonymes, voir Polycaon.
Dans la mythologie grecque, Polycaon, fils de Boutès (un des Argonautes, fils de Téléon) et d'Aphrodite, est l'époux d'Évechmé, fille d'Hyllos, petite-fille d'Héraclès.

## Citation
Pausanias le mentionne dans sa Description de la Grèce, dans son rapport sur Polycaon, le fondateur éponyme et premier roi de la ville de Messène. Il écrit qu'au cours de ses recherches infructueuses sur les descendants du roi Polycaon et de sa femme Messène, il est tombé sur un autre homme du même nom. Il ne semble pas y avoir d'autre lien au-delà de la similitude des noms. 